# Estadio Giulești-Valentin Stănescu
El estadio Giulești-Valentin Stănescu (en rumano: Stadionul Giulești-Valentin Stănescu) fue un estadio de fútbol ubicado en la ciudad de Bucarest, Rumanía, era propiedad del Ministerio de Transporte de dicho país. Fue inaugurado en 1939 y tenía una capacidad para 19.000 espectadores. El nombre del estadio responde a Giulești, el barrio en el que se ubicaba. El estadio del Rapid Bucarest fue demolido a comienzos de 2019 para levantar en ese mismo sitio el Estadio Rapid-Giulești. 

## Historia
La historia del estadio Giulesti comenzó en el año 1934, cuando el 31 de marzo el periódico Gazeta Sporturilor anunció que el CFR comenzaría la construcción de un estadio en la calle Giulesti de la capital Bucarest. El campo tendría una anchura de 65 metros y una longitud de 105 metros.

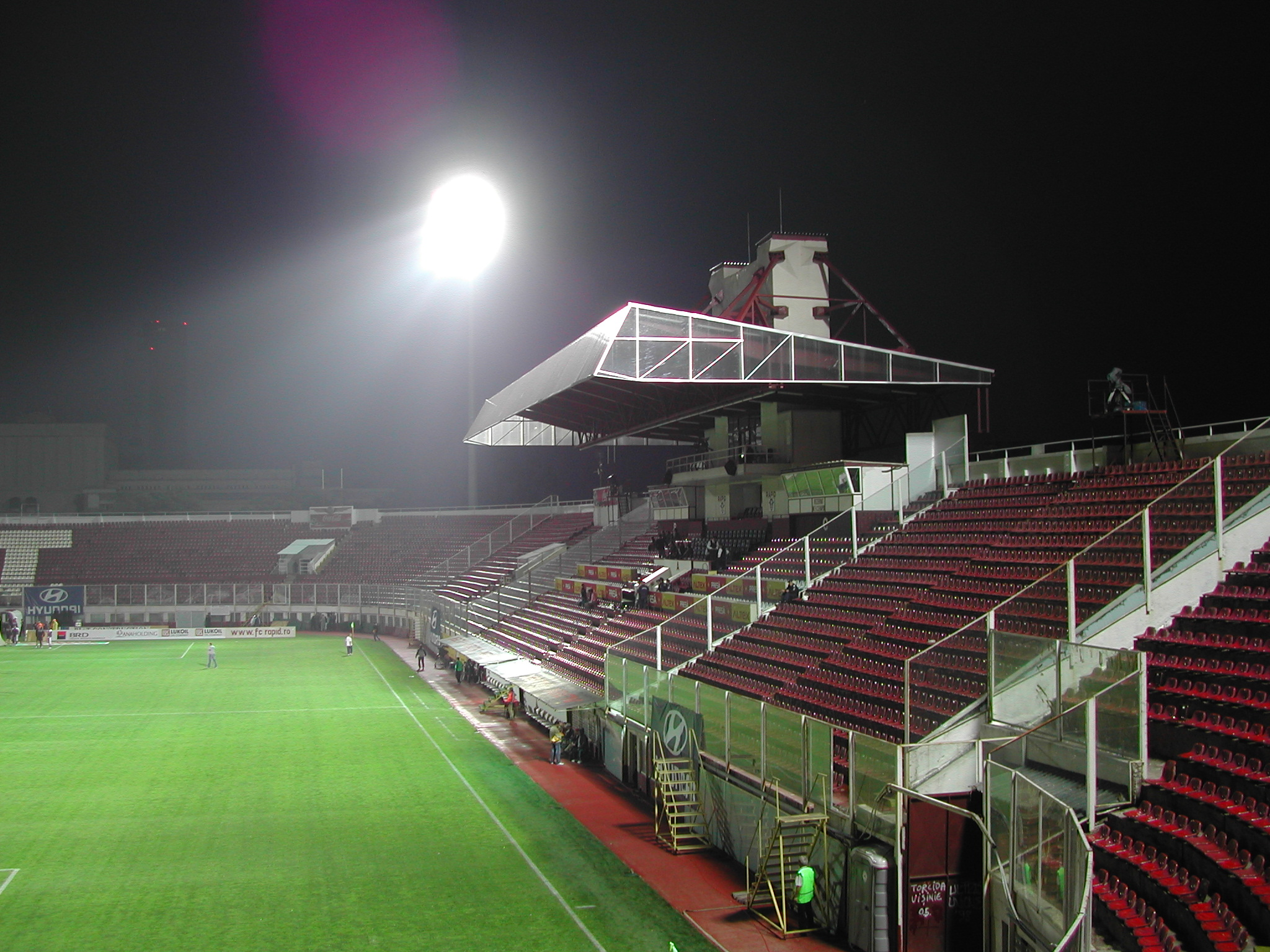
Tribuna principal del estadio.

Al principio, el alcalde de Bucarest no quería autorizar la construcción del estadio, ya que no encajaba en la sistematización de la capital. Finalmente, la autorización fue dada y en abril de 1936 se estimó que el estadio estaría listo en septiembre y que contaría con un aforo de alrededor de 25.000 espectadores. La construcción se inició en ese año, pero duró más de dos y la capacidad final de público no fue la proyectada. El arquitecto principal fue Gheorghe Dumitrescu.
El estadio fue inaugurado el 10 de junio de 1939, día en que se cumplían 70 años de la puesta en marcha del primer tren en Rumania. En ese momento, era el estadio más moderno en Rumania, una pequeña réplica del estadio de Highbury del Arsenal con una capacidad de 12.160 asientos. Entre los invitados a la ceremonia de inauguración fue el rey Carol II y su hijo, el "Gran Voivoda de Alba Iulia" y futuro rey Miguel de Rumania, el príncipe Pablo de Grecia y miembros del Gobierno rumano.
La construcción de la grada norte se terminó a mediados de la década de 1990 y la capacidad aumentó hasta los 19.100 asientos. El terreno de juego fue cambiado en 2003, siendo considerado el mejor en Rumania en ese momento. El alumbrado artificial se instaló en el verano de 2000. El estadio recibió el nombre de "Valentín Stănescu" en el año 2001 en honor al entrenador con quien el Rapid ganó su primer campeonato de liga, pero se le conoce popularmente como Stadionul Giulesti (estadio Giulesti), por el nombre del barrio en que se encuentra el recinto.
En verano de 2004 y por decisión gubernamental, el estadio dejó de ser administrado por el Ministerio de Transportes, Construcciones y Turismo para pasar a ser gestionado por el FC Rapid.